# Código F.A.M.A.
Código F.A.M.A. (Fuerza, Aventura, Música, Acción) fue el primer reality show de niños en México, basado en el festival Juguemos a Cantar. El programa estaba bajo los derechos y la producción de la empresa Televisa. Sus siglas significan lo siguiente: Fuerza, Aventura, Música, Acción. Este programa duró entre 2002 y 2006. Durante todas sus emisiones en todas las ediciones del reality, estuvo bajo la conducción de Ernesto Laguardia. Fabián Chávez fue el copresentador del reality en la primera y segunda edición, mientras que Juan José Ulloa y Wendy González fueron los copresentadores del reality sólo en la primera edición.

## Formato
Miles de niños audicionaron en México. 40 (temporada 1), 16 (temporada 2), 17 (temporada 3) y 20 (temporada 3½) niños fueron escogidos para formar parte de la primera "fase" del programa, la cual es llamada "Código Bronce".
Entonces en la segunda fase, los finalistas - 8 (temporada 1), 6 (temporada 2) y 4 (temporada 3) - son revelados. La segunda fase es llamada "Código Plata".
En la tercera y última fase es nombrado un ganador y este nivel se conoce como "Código Oro".
Cada participante que logra un cierto "código" recibe una medalla del metal respectivo, bronce, plata u oro.

## Temporadas

### Temporada 1: Código F.A.M.A. (2002-2003)
Para la primera edición, audicionaron 38.234 niños en diciembre de 2002, a los que se les conoció como Código Blanco, de los cuales sólo 40 niños fueron seleccionados para participar en el programa, a ese grupo se le conoció como Código Bronce, mismos que fueron divididos en dos grupos conocidos como "La tripulación Alfa" y "La tripulación Beta", posteriormente en cinco grupos de 8 para sus actuaciones. De todos los cinco grupos sólo se escogieron a 12 finalistas conocidos como Código Plata, para posteriormente escoger al ganador que sería conocido como Código Oro.
| Tripulación Alfa | Tripulación Alfa                   | Tripulación Alfa | Tripulación Alfa           |
| Código           | Nombre                             | Edad             | Ciudad                     |
| ---------------- | ---------------------------------- | ---------------- | -------------------------- |
| 1                | Adán Gamaliel Nieves Salazar       | 13               | Bolonchén, Campeche        |
| 2                | Angélica Perea Gómez               | 9                | Guadalajara, Jalisco       |
| 3                | Carlos Oswaldo de Anda Cervantes   | 9                | León, Guanajuato           |
| 4                | Isaac Villalobos                   | 11               | Río Verde, San Luis Potosí |
| 5                | Emmanuel de León Núñez             | 12               | Monterrey, Nuevo León      |
| 6                | Gladys Gallegos Rodríguez          | 11               | Durango, Durango           |
| 7                | Yanick Betancourt Santoscoy        | 13               | Cancún, Quintana Roo       |
| 8                | Jesús Roberto Estrada Fregoso      | 11               | Culiacán, Sinaloa          |
| 9                | José Ignacio Merales Vallejo       | 11               | Tehuacán, Puebla           |
| 10               | Lady Chesira Albarrán Lozano       | 8                | Ciudad de México           |
| 11               | Lineker Brito Ramos                | 12               | Tepecoacuilco, Guerrero    |
| 12               | Luis Lauro Moreno Flores           | 11               | Reynosa, Tamaulipas        |
| 13               | María Fernanda Rojas Izaguirre     | 10               | Monterrey, Nuevo León      |
| 14               | Mauricio Garza Ferrigno            | 10               | Monterrey, Nuevo León      |
| 15               | Michelle Abril Álvarez Cárdenas    | 11               | Monterrey, Nuevo León      |
| 16               | Miguel Francisco Martínez Martínez | 11               | Guasave, Sinaloa           |
| 17               | Roxana Odaly Puente Ávila          | 12               | Mérida, Yucatán            |
| 18               | Édgar Hernández                    | 10               | Ciudad de México           |
| 19               | Xitlali Anali Rodríguez Sarmiento  | 10               | Durango, Durango           |
| 20               | Sergio Castro Arizmendi            | 8                | Acapulco, Guerrero         |

| Tripulación Beta | Tripulación Beta                | Tripulación Beta | Tripulación Beta                     |
| Código           | Nombre                          | Edad             | Ciudad                               |
| ---------------- | ------------------------------- | ---------------- | ------------------------------------ |
| 21               | Alan Torres                     | 12               | Toluca, Estado de México             |
| 22               | Gerardo Ortiz Medina            | 13               | Pasadena, California; Estados Unidos |
| 23               | Sandra Munguía                  | 10               | Ayutla, Jalisco                      |
| 24               | Jesús Zavala Esparza            | 11               | Guadalajara, Jalisco                 |
| 25               | Allisson Marian Lozano Núñez    | 10               | Chihuahua, Chihuahua                 |
| 26               | René Moulinie Lozano            | 13               | Ciudad de México                     |
| 27               | Elaine Ortega Trejo             | 11               | Ciudad de México                     |
| 28               | José Manuel Flores              | 13               | Cosoleacaque, Veracruz               |
| 29               | Diego Andrés Girón Guzmán       | 12               | Veracruz, Veracruz                   |
| 30               | María Fernanda Chacón Romo      | 11               | Ensenada, Baja California            |
| 31               | Sergio Eduardo Guerrero Bazzoni | 13               | Puerto Vallarta, Jalisco             |
| 32               | Ana Paula Cunningham Malagón    | 11               | Villahermosa, Tabasco                |
| 33               | Diego Andrés González Boneta    | 12               | Ciudad de México                     |
| 34               | Nashla Aguilar Abraham          | 8                | Ciudad de México                     |
| 35               | Shiomara Medina Cruz            | 10               | Misantla, Veracruz                   |
| 36               | Antonio Hernández Cobián        | 11               | Ensenada, Baja California            |
| 37               | Marcela Alcalá Hayakawa         | 11               | Torreón, Coahuila                    |
| 38               | Ada Jassiel Reyes Ávila         | 13               | Ciudad Juárez, Chihuahua             |
| 39               | Jorge Hernández                 | 11               | San Juan del Río, Querétaro          |
| 40               | Nora Anaís Cano Luna            | 8                | Naucalpan, Estado de México          |

| Tripulación Código F.A.M.A. (PROFESORES) | Tripulación Código F.A.M.A. (PROFESORES) |
| Nombre                                   | Puesto                                   |
| ---------------------------------------- | ---------------------------------------- |
| Félix Greco                              | Maestro de baile                         |
| Víctor Ramos                             | Maestro de Proyección Vocal              |
| Vico Rubín                               | Maestro de Canto                         |
| Salvador Sánchez                         | Maestro de Actuación                     |
| Alejandro Abaroa                         | Productor musical                        |

### Código Bronce
Los musicales se dividieron en cinco plataformas donde habría 8 participantes en cada una, de los cuales cuatro serían seleccionados por el jurado, descalificando rápidamente a los otros 4, y dos de los cuatro seleccionados por las llamadas resultarían los seleccionados para el séptimo musical, mientras que los otros dos que no fueron favorecidos por las llamadas pasarían al repechaje recibiendo una segunda oportunidad, que corresponde al sexto musical.

#### Plataforma 1
La primera plataforma fue emitida el domingo 9 de febrero de 2003. Tema de plataforma: "Bajo el mar"
| Orden | Concursante       | Canción                    | Elección | Elección                                               |
| Orden | Concursante       | Canción                    | Jurado   | Público (Porcentaje / Votos)                           |
| ----- | ----------------- | -------------------------- | -------- | ------------------------------------------------------ |
| 1     | Issac Villalobos  | "Buenos días amor"         | —        | Descalificado                                          |
| 2     | Shiomara Medina   | "Te quedó grande la yegua" |          | (Pasa al Repechaje recibiendo una segunda oportunidad) |
| 3     | Gerardo Ortiz     | "La del pelito chino"      | —        | Descalificado                                          |
| 4     | José Merales      | "Jefe de jefes"            |          | (Pasa al Repechaje recibiendo una segunda oportunidad) |
| 5     | Marcela Alcalá    | "Corro, vuelo, me acelero" | —        | Descalificada                                          |
| 6     | Sergio Guerrero   | "El pastor"                |          | 35% (355,771)                                          |
| 7     | Nora Cano         | "Mi gran noche"            |          | 25% (260,349)                                          |
| 8     | Yanick Betancourt | "Cuando calienta el sol"   | —        | Descalificado                                          |

Total votos: 616,120.

#### Plataforma 2
La segunda plataforma fue emitida el domingo 16 de febrero de 2003. Tema de plataforma: "Noches de verano"
| Orden | Concursante          | Canción                 | Elección | Elección                                               |
| Orden | Concursante          | Canción                 | Jurado   | Público (Porcentaje / Votos)                           |
| ----- | -------------------- | ----------------------- | -------- | ------------------------------------------------------ |
| 1     | José Manuel Flores   | "Lloviendo estrellas"   | —        | Descalificado                                          |
| 2     | María Fernanda Rojas | "Te aprovechas"         | —        | Descalificada                                          |
| 3     | Alan Torres          | "Recuerdos encadenados" |          | (Pasa al Repechaje recibiendo una segunda oportunidad) |
| 4     | Xitlali Rodríguez    | "La tequilera"          |          | 31% (347,400)                                          |
| 5     | Elaine Ortega        | "Electricidad"          | —        | Descalificada                                          |
| 6     | Lineker Brito        | "Verdad que duele"      | —        | Descalificado                                          |
| 7     | María Chacón         | "No me enseñaste"       |          | 25% (287,120)                                          |
| 8     | Jesús Zavala         | "Fiesta en América"     |          | (Pasa al Repechaje recibiendo una segunda oportunidad) |

Total votos: 634,520.

#### Plataforma 3
La tercera plataforma fue emitida el domingo 23 de febrero de 2003. Tema de plataforma: "El baile del Sapito"
| Orden | Concursante          | Canción                  | Elección | Elección                                               |
| Orden | Concursante          | Canción                  | Jurado   | Público (Porcentaje / Votos)                           |
| ----- | -------------------- | ------------------------ | -------- | ------------------------------------------------------ |
| 1     | Antonio Hernández    | "El mil amores"          |          | (Pasa al Repechaje recibiendo una segunda oportunidad) |
| 2     | Ana Paula Cunningham | "Carcacha"               | —        | Descalificada                                          |
| 3     | René Moulinie        | "Chiquitita"             | —        | Descalificado                                          |
| 4     | Carlos de Anda       | "Amistad"                | —        | Descalificado                                          |
| 5     | Roxana Puente        | "Falsas esperanzas"      |          | 21%                                                    |
| 6     | Mauricio Garza       | "Cuando seas grande"     |          | (Pasa al Repechaje recibiendo una segunda oportunidad) |
| 7     | Gladys Gallegos      | "La cigarra"             |          | 51%                                                    |
| 8     | Lady Chesira         | (Se retiró del concurso) | —        | Descalificada                                          |

Total votos: 863,570.

Nota: Sólo hubo siete participantes en esta plataforma, ya que Lady Chesira decidió abandonar el concurso debido a miedos escénicos y estar lejos de su familia.

#### Plataforma 4
La cuarta plataforma fue emitida el sábado 1 de marzo de 2003. Tema de plataforma: "Yo soy tu amigo fiel"
| Orden | Concursante      | Canción                 | Elección | Elección                                               |
| Orden | Concursante      | Canción                 | Jurado   | Público (Porcentaje / Votos)                           |
| ----- | ---------------- | ----------------------- | -------- | ------------------------------------------------------ |
| 1     | Luis Moreno      | "Amigos por siempre"    | —        | Descalificado                                          |
| 2     | Emmanuel de León | "La ley del monte"      |          | (Pasa al Repechaje recibiendo una segunda oportunidad) |
| 3     | Adán Nieves      | "Las chamaquitas"       |          | 20% (240,241)                                          |
| 4     | Nashla Aguilar   | "Mosquito bilingüe"     | —        | Descalificada                                          |
| 5     | Sandra Munguía   | "Buenos días sr. sol"   | —        | Descalificada                                          |
| 6     | Miguel Martínez  | "La niña fresa"         |          | 56% (669,143)                                          |
| 7     | Jorge Hernández  | "Si no te hubieras ido" |          | (Pasa al Repechaje recibiendo una segunda oportunidad) |
| 8     | Ada Reyes        | "Sácame a bailar"       | —        | Descalificada                                          |

Total votos: 909,384.

#### Plataforma 5
La quinta plataforma fue emitida el domingo 9 de marzo de 2003. Tema de plataforma: "La vecindad del chavo"
| Orden | Concursante      | Canción                    | Elección | Elección                                               |
| Orden | Concursante      | Canción                    | Jurado   | Público (Porcentaje / Votos)                           |
| ----- | ---------------- | -------------------------- | -------- | ------------------------------------------------------ |
| 1     | Édgar Hernández  | "Mi salón está de fiesta"  | —        | Descalificado                                          |
| 2     | Angélica Perea   | "Llévame a volar"          | —        | Descalificada                                          |
| 3     | Roberto Estrada  | "Con un mismo corazón"     |          | -                                                      |
| 4     | Diego González   | "La chica del bikini azul" |          | -                                                      |
| 5     | Allisson Lozano  | "Sabes"                    |          | (Pasa al Repechaje recibiendo una segunda oportunidad) |
| 6     | Sergio Castro    | "A puro dolor"             | —        | Descalificado                                          |
| 7     | Andrés Girón     | "La vida es un carnaval"   | —        | Descalificado                                          |
| 8     | Michelle Álvarez | "De niña a mujer"          |          | (Pasa al Repechaje recibiendo una segunda oportunidad) |

Nota: Los votos en esta semana no pudieron ser calculados, así que los participantes seleccionados tuvieron que pasar al Repechaje, aunque Roberto y Diego recibieron el pase directo. 

#### Repechaje
El repechaje fue emitido el domingo 16 de marzo de 2003. Consiste en dar una segunda oportunidad a los diez seleccionados de las cinco plataformas que no fueron favorecidos con el número de llamadas, mediante un jurado se seleccionarían a dos de los participantes que pasarían al séptimo musical, los otros ocho participantes fueron descalificados.
| Orden | Concursante       | Canción                                                                     | Elección                              |
| Orden | Concursante       | Canción                                                                     | Jurado                                |
| ----- | ----------------- | --------------------------------------------------------------------------- | ------------------------------------- |
| 1     | José Merales      | "Juntos"                                                                    | Descalificado                         |
| 2     | Shiomara Medina   | "Por tu amor"                                                               | Descalificada                         |
| 3     | Jesús Zavala      | "Si nos dejan"                                                              |                                       |
| 4     | Alan Torres       | "Ha llegado a mi el amor"                                                   | Descalificado                         |
| 5     | Antonio Hernández | "Por ellas"                                                                 | Descalificado                         |
| 6     | Mauricio Garza    | "Pacto de amor"                                                             | Descalificado                         |
| 7     | Emmanuel de León  | "Cómplices al rescate"                                                      | Descalificado                         |
| 8     | Jorge Hernández   | "La fuerza de la amistad"                                                   | Descalificado                         |
| 9     | Allisson Lozano   | (Se retiró del concurso)                                                    | Descalificada                         |
| 10    | Michelle Álvarez  | "Siente el amor"                                                            |                                       |
| 11    | Roberto Estrada   | "Todos al mismo tiempo" (En caso de que tuviera que estar en el repechaje)  | Ya no se calificó por su pase directo |
| 12    | Diego González    | "Aventuras en el tiempo" (En caso de que tuviera que estar en el repechaje) | Ya no se calificó por su pase directo |

### Canciones alternativas
Estos temas aunque no fueron presentados en los musicales, están incluidos en el disco según su plataforma y algunos de los temas interpretados en el musical fueron incluidos en el disco de "Lo mejor de las telenovelas infantiles".